# B2C
B2C (business to consumer) представља трговачку делатност која продаје производе и услуге до крајњих потрошача посредством интернета.

## Пословни модели
Пословни модел је метод планирања вођења бизниса на начин који компанији доноси профит, указујући јој где ће се позиционирати у тржишном ланцу. 
Данас разликујемо више модела мрежног пословања: B2B, B2C, B2B2C, C2C... - са одговарајућим формама истог модела (заступање, трговина, оглашавање, претплата).
B2C означава продају роба или услуга крајњим потрошачима посредством Интернета. Основна форма B2C економије су аутоматизоване онлајн продавнице. Предности су штедња времена, конкурентост, ниже цене роба, услуга и трансакција.
Облици електронског пословања неће се равномерно развијати. Стручњаци процењују да светски B2C, годину до две у свом развоју предњачи испред B2B пословања. Према једној студији Forrester Research, европска online B2C продаја ће се у наредних 5 година готово удвостручавати сваке године, и директно је повезана са експанзијом Интернет корисника, коришћењем евра као јединствене валуте, правним регулисањем пословања на Интернету, али и другим технолошким претпоставкама. 
Пословни системи су створили новог нелојалног и изузетно добро информисаног купца. Просечан online купац је данас у супериорној позицији у односу на off-line популацију. Интернет је извор свих информација до којих он жели да дође.
Уобичајен процес који се одвија од идеје до извршења куповине подразумева:
- Проналажење квалитетне робне марке (овај део популације радије купује познате брендове у чији квалитет има поверења),
- Када се одлучи за одређени производ, креће у потрагу за најповољнијом ценом,
- Када се информише о распону цена (у свету и локално), одлучује се за куповину (у најповољнијој online или offline трговини)

Пословни системи се данас могу поделити у три групе, према online присуству на тржишту:
- "цигла-и-малтер" (енг. brick-and-mortar) је метафора за системе који користе искључиво традиционалне методе продаје и дистрибуције и традиционалне комуникационе медије,
- "цигла-и-клик" (енг. brick-and-click) представљају пословне системе који класичне канале продаје и комуникације широко подупиру Интернет сервисима (набавке, продаја, комуникација),
- "dot-com" су пословни системи који комплетно пословање врше у виртуелном свету Интернета и е-трговине.

Особеност новог пословања је велика брзина промена, нестабилност и дисконтинуитети.
Повећава се значај иновација, технологија и знања. Комуникација и пословне трансакције се измештају у ново флексибилно окружење. Уочавају се два основна модела пословања према доминантној online пословној комуникацији и online трансакцијама: 
- B2B модел пословања који представља трансакције између два пословна система,
- B2C модел пословања који представља комуникацију пословног система са крајњим потрошачем.

Неки од начина да се унапреди процес B2C трговине су: 
- Сајт који је лак за употребу,
- Поједностављивање процеса плаћања, као што је плаћање у једном кораку и лозинке које су лако заменљиве,
- Слање e-mail порука са специјалним понудама.

B2C сајтови су портали који повезују предузећа и потрошаче (Amazon, eBay, Yell,
Classmates, Gap и сл. ).
Већина ових фирми примарно постоји на Интернету (електронске фирме ). Њихове канцеларије и складишта постоје због њихове потребе за успехом.
Носилац електронске трговине је Амазон. У почетку, целокупну њихову понуду чиниле су књиге, да би се временом њихова понуда проширила на разне категорије производа као што су музика, видео издања, техника, поклони и сл. Начини плаћања су разноврсни, али се најчешће користе кредитне картице. Обим трговине у 2004. години износиће око 40 милијарди долара.
Аукцијска компанија eBay је веома успешна, високо профитабилна фирма ангажована на Е-трговини. Она је домаћин најпопуларнијих аукција у свету и зарађује провизију од ових аукција. eBay има 50 милиона регистрованих корисника.
Број веб-сајтова 2002. године је износио 12.000.000 у свету, док је у нашој земљи око 16.000. Од тога само је око 50% адреса било активно. На осталима се или појављује празна страница или је сајт у изради. Већина презентација су мале, дају само основне информације без интеракције и рађене су углавном само на српском (мањи број на српско-енглеском).
Генерално на развој електронског пословања код нас утичу следећи фактори: 
- Економски,
- Технолошки,
- Социјални

Предузећа у Србији пролазе кроз прву фазу електронског пословања (на сајту се дају само основне информације о предузећу, могуће је наручити робу, али је углавном није могуће електронски платити), тако да праве електронске трговине и тржишта још увек нема.
Иако је највећи број веб презентација отпада на трговину, треба нагласити да највећа трговачка предузећа у Србији немају адекватне презентације (C-маркет, Пекабета, итд.). Изузетак је Maxi дисконт који има одличан сајт са могућношћу online куповине. Осим тога постоји још неколико веома добрих сајтова који се баве електронском трговином.
Главну препреку даљем развоју представља 
- неразвијеност транспортне и телекомуникационе инфраструктуре,
- непостојећа култура коришћења пластичног новца,
- неразвијеност кабловских система и
- предоминантно коришћење модемског прикључивања,
- недовољна правна сигурност и
- сигурност брзог трансфера новца.